# 우타이타니

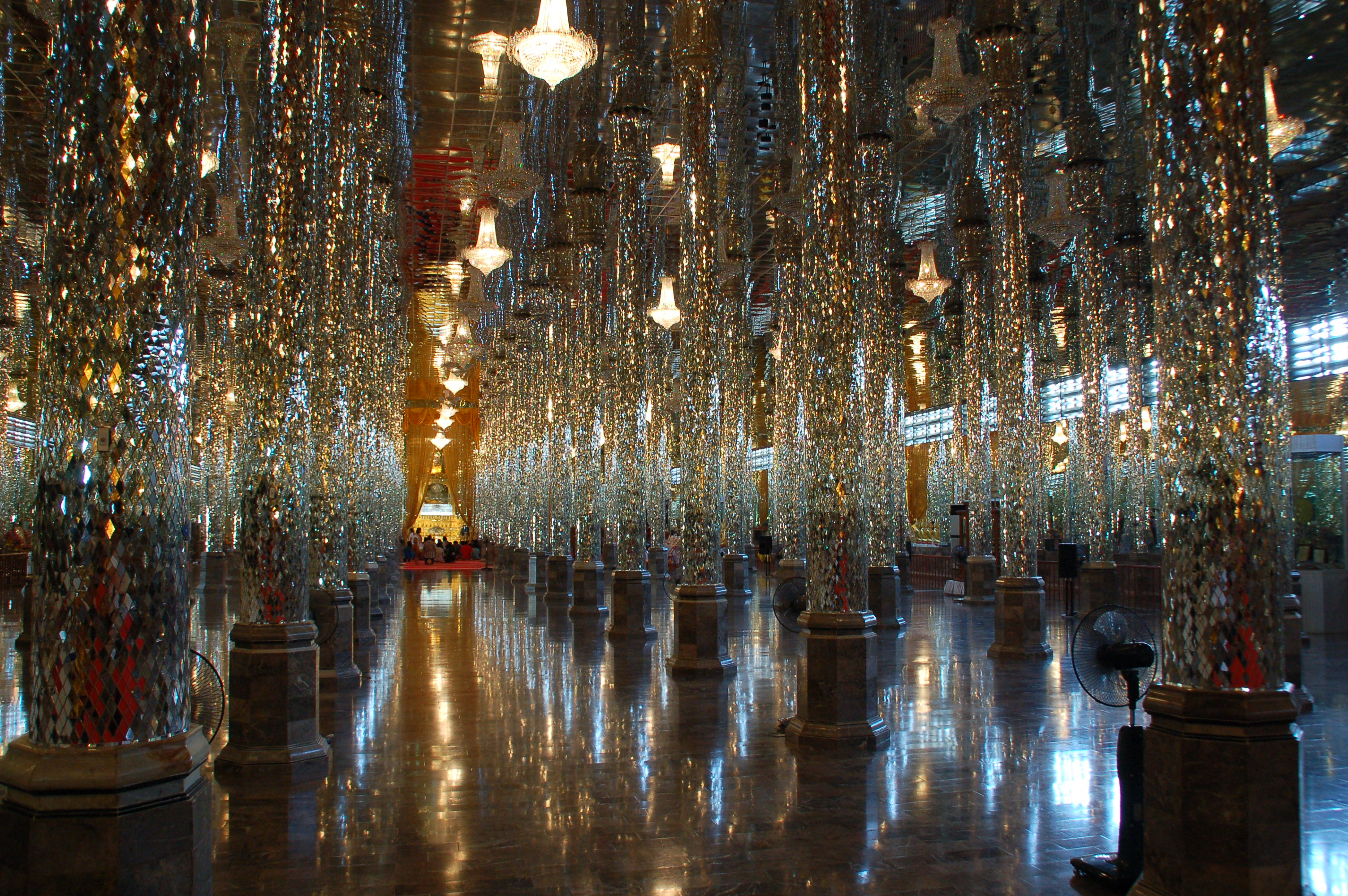

우타이타니(Uthai Thani)는 태국의 읍(테사반 므앙)으로 우타이타니 주의 주도이다. 전체가 므앙우타이타니 군에 포함된다. 읍은 짜오프라야강의 지류인 사깨끄랑 강의 우안에 위치한다. 2008년 기준으로 16,787명이다.